# Ignacio Garrido
Ignacio Garrido, golfista español nacido en Madrid en 1972, hijo del mítico jugador español Antonio Garrido y sobrino de Germán Garrido, ha sido un digno continuador de la saga familiar. Ignacio es profesional desde 1993, año en que jugó en el Challenger Tour, para pasar al año siguiente a jugar en el Tour europeo. 
Su mejor año fue 1997, donde acabó sexto en el orden del mérito europeo y en el que fue seleccionado por Severiano Ballesteros para jugar en la selección europea de la Ryder Cup, que aquel año se disputó en España. En el 2003 logró su título más importante, el Volvo PGA Championship. Ha representado a España en la Eisenhower Trophy en 1992 como amateur y en la Dunhill Cup en 1995, 1996 y 1997, así como en la copa del mundo 1995, 1996, 1997 y 2003 como profesional. Además ha sido miembro del equipo Europeo de la Ryder Cup ganada en 1997 y del Seve Trophy en el 2003.
En octubre de 2009 participó en el Madrid Masters, donde también participaron Sergio García, Óscar Maqueda, Jorge Campillo y Rafael Cabrera-Bello, que ganó en Austria.

## Victorias como profesional (4)

### Circuito Europeo (2)
- 1997: (1) Volvo German Open
- 2003: (1) Volvo PGA Championship

### Circuito Challenge (1)
- 1993: (1) Challenge AGF

### Otros (1)
- 1996: (1) Hassan II Trophy (Marruecos)

## Resultados en los grandes
| Torneo               | 1997 | 1998 | 1999 | 2000 | 2001 | 2002 | 2003 | 2004 | 2005 | 2006 | 2007 | 2008 | 2009 | 2010 | 2011 |
| -------------------- | ---- | ---- | ---- | ---- | ---- | ---- | ---- | ---- | ---- | ---- | ---- | ---- | ---- | ---- | ---- |
| Masters de Augusta   | DNP  | CUT  | DNP  | DNP  | DNP  | DNP  | DNP  | DNP  | DNP  | DNP  | DNP  | DNP  | DNP  | DNP  | DNP  |
| US Open              | DNP  | CUT  | DNP  | DNP  | DNP  | DNP  | DNP  | DNP  | DNP  | DNP  | DNP  | DNP  | DNP  | DNP  | DNP  |
| Abierto Británico    | CUT  | T55  | DNP  | DNP  | DNP  | DNP  | CUT  | T54  | CUT  | DNP  | DNP  | DNP  | DNP  | T14  | DNP  |
| Campeonato de la PGA | T41  | CUT  | DNP  | DNP  | DNP  | DNP  | CUT  | DNP  | DNP  | DNP  | DNP  | DNP  | DNP  | DNP  | DNP  |

CUT = No pasó el corte

DQ = Descalificado

T = Indica empatado con otros

Fondo amarillo = Puesto entre los 10 primeros (top 10)